# Ctilocephala ohausi
Ctilocephala ohausi är en skalbaggsart som beskrevs av Moser 1924. Ctilocephala ohausi ingår i släktet Ctilocephala och familjen Melolonthidae. Inga underarter finns listade i Catalogue of Life.